# Jeollabuk-do
Jeollabuk-do (Noord-Jeolla) is een provincie in het zuidwesten van Zuid-Korea. De hoofdstad van de provincie is Jeonju. In het noorden grenst de provincie aan Chungcheongnam-do, in het oosten aan Gyeongsangnam-do en Gyeongsangbuk-do en in het zuiden aan Jeollanam-do. De provincie ligt aan de Gele Zee.
De oppervlakte van de provincie is 8051 km² en het inwoneraantal (2000) 1.890.669, waarmee er 235 inwoners per vierkante kilometer wonen. De oppervlakte van de provincie verdeelt zich in 58% bos, 29% agrarisch land en 13% industrieel en bewoond gebied.
De gemiddelde temperatuur is hier 13,2 ℃ (in de winter 1,2 ℃ en in de zomer 26,4 ℃). Jaarlijks valt er gemiddeld 1200 mm regen.
De primaire sector is sterk vertegenwoordigd in de provincie met 3 maal het gemiddelde voor Zuid-Korea, 13,6% van de bevolking van de provincie vindt werk in deze sector.
In de provincie bevinden zich de volgende bezienswaardigheden: Daedunsanberg Provinciaal Park, Maisan Provinciaal Park met de stenen pagode, het Pan-Aziatisch papiermuseum, de Jeonju-Gunsan kersenbloesemweg (in de lente), Mireuksaji-tempel en de Geumsansa-tempel.

## Steden (Si)
- Jeonju-si (전주시; 全州市) — provinciehoofdstad
- Gimje-si (김제시; 金堤市)
- Gunsan-si (군산시; 群山市)
- Iksan-si (익산시; 益山市)
- Jeongeup-si (정읍시; 井邑市)
- Namwon-si (남원시; 南原市)

## Districten (Gun)
- Buan-gun (부안군; 扶安郡)
- Gochang-gun (고창군; 高敞郡)
- Imsil-gun (임실군; 任實郡)
- Jangsu-gun (장수군; 長水郡)
- Jinan-gun (진안군; 鎭安郡)
- Muju-gun (무주군; 茂朱郡)
- Sunchang-gun (순창군; 淳昌郡)
- Wanju-gun (완주군; 完州郡)